# Västerbottens museum
Het Västerbottens museum is een regionaal museum in Umeå over de culturele geschiedenis van de provincie Västerbottens län, Zweden. Het museum omvat ook het openluchtmuseum Gammlia, een skitentoonstelling (voorheen het Zweeds skimuseum), en een tentoonstelling over visserij en zeevaart (voorheen het Visserij- en Maritiem museum).
Het museum geeft een driemaandelijkse tijdschrift Västerbotten uit, over de provincie Västerbotten.

## Openluchtmuseum Gammlia

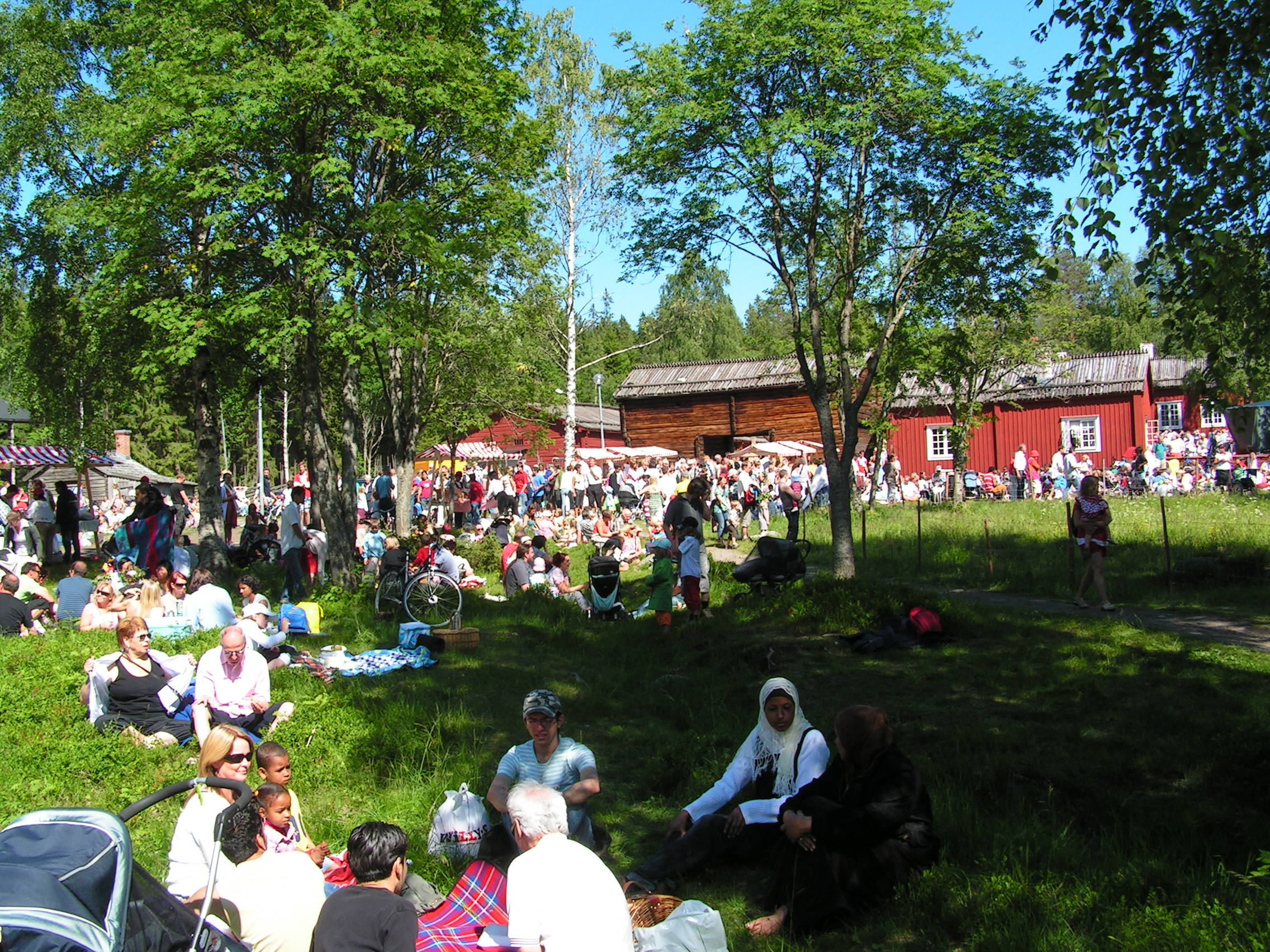
Midzomerfeest in het openluchtmuseum

Het openluchtmuseum Gammlia is een geïntegreerd onderdeel van het Västerbottens museum. Het openluchtmuseum bevat een verzameling van historische gebouwen en organiseert activiteiten om te laten zien hoe Västerbotten eruitzag in vroegere tijden. De gebouwen in Gammlia zijn samengebracht uit verschillende delen van de provincie, onder andere een kerk, een herenhuis, een windmolen, een 18e-eeuwse boerderij, een school, een smidse en een aantal Sami-kampen. In de zomer worden er ook Zweedse inheemse rassen van paarden, koeien, schapen, varkens en kippen tentoongesteld in het openluchtmuseum en zijn er demonstraties van oude ambachten. De boerderijen zijn open van half juni tot eind augustus en tijdens de jaarlijkse kerstmarkt. De buitenruimte is altijd open voor bezoekers.
De naam  Gammlia  is gebaseerd op "den Gamla liden" (de oude heuvel).

## Geschiedenis
Het museum werd oorspronkelijk opgericht door het Oudheidkundig Genootschap Västerbotten (Westerbottens läns Fornminnesförening) in januari 1886 als een bergruimte voor antiquiteiten. Het museum was aanvankelijk gevestigd in het pand Ullbergska op Storgatan. Een verzameling objecten in de zuidelijke afdeling werd volledig verwoest door de grote stadsbrand in Umeå op 25 juni 1888 , toen ook de meeste gebouwen van de stad werden verwoest
In 1901 werd de collectie verplaatst naar het nieuw gebouwde gymnasium. Door de toenemende omvang van de collectie , werd het museum opnieuw verplaatst in 1911 naar een groot magazijn in de haven. Het huidige gebouw werd in 1939 voltooid.
Tussen 1921 en 1990 werden diverse oudere gebouwen uit Västerbotten verplaatst naar het openluchtmuseum. Het hoofdgebouw van Västerbottens museum werd ontworpen door de architect Bengt Romare en werd gebouwd in 1943. Daarna werd het museum diverse malen uitgebreid en na een van de grootste uitbreidingen in 1981 verhuisde het Bildmuseet (het museum voor hedendaagse kunst van de Universiteit van Umeå). In 2012 verhuisde het Bildmuseet terug naar een nieuw gebouw aan de Konstnärligt campus waardoor er meer plaats vrijkwam om de collectie van het Västerbottens museum uit te breiden.